# واسان

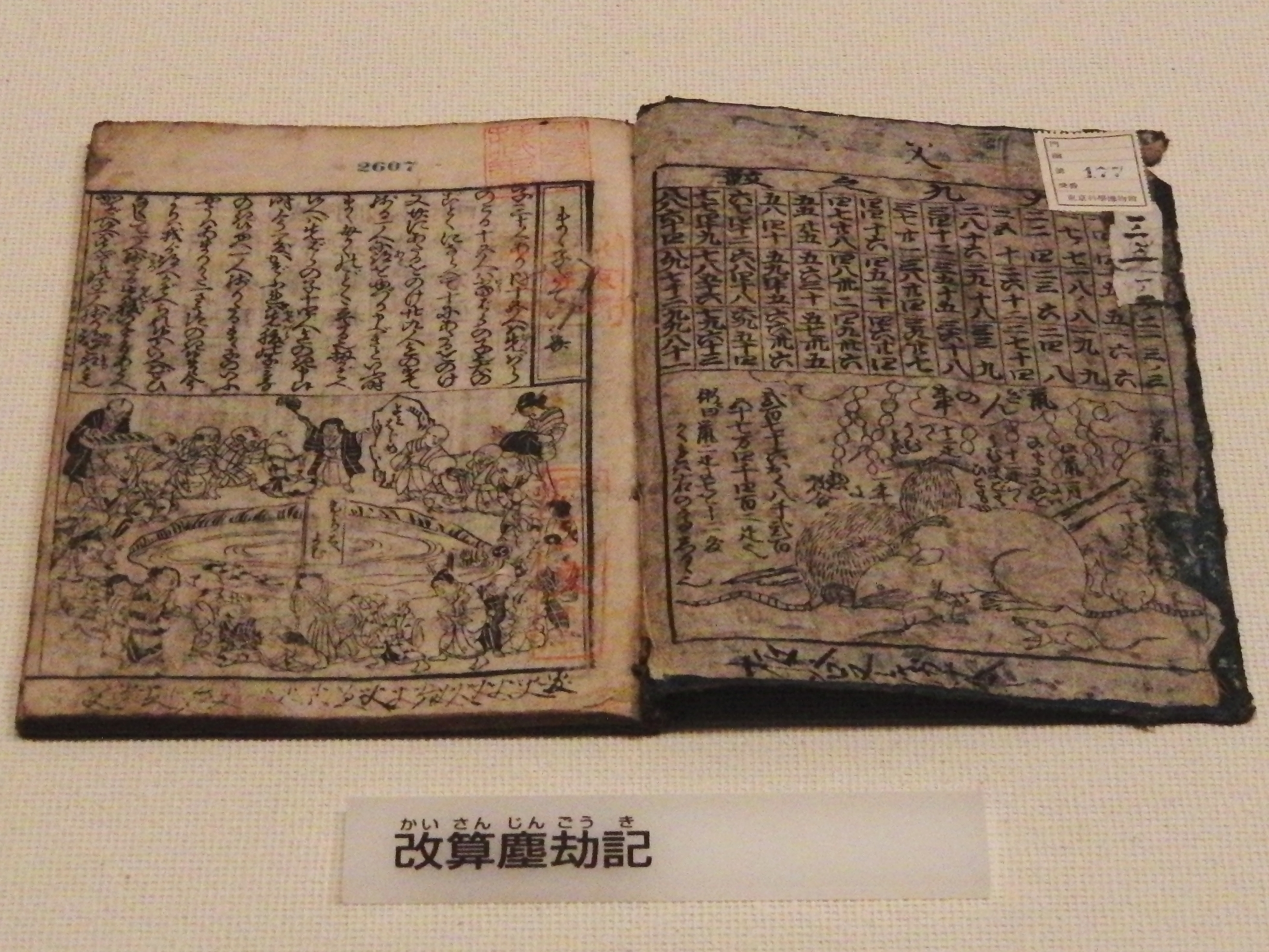
نمایی از «کایسان جینگوکی»، سند باستانی ریاضیات دورهٔ ادو. این اثر در موزه ملی طبیعت و علم، توکیو، ژاپن‌ قرار دارد. - ۲۰۱۳

واسان به معنی ریاضیات ژاپنی شناساگر ریاضیاتی است که در دوره ادو (۱۶۰۳ تا ۱۸۶۷) در ژاپن و خارج از قلمرو غرب گسترش یافته. وا به معنی «ژاپنی» و سان به معنی «شمردن» است. ریاضیات غربی (洋算) یوسان نام دارد.
در آغاز دوره میجی (۱۸۶۸ تا ۱۹۱۲)، درهای ژاپن به روی غرب باز شد و ریاضیات غربی و روش‌های آنها وارد دانش آن‌ها شد و کم‌کم تمایل به روش‌های ارائه شده در واسان کم شد.

## تاریخ
موری کامبی نخستین ریاضی‌دان ژاپنی است که در تاریخ نامی از او برده شده‌است. گفته می‌شود که او آموزگار ریاضی دانان مشهور بود و یوشیدا میتسویوشی، ایمامورا چیشو و تاکاهارا کیشّو از جمله شاگردان او بودند.
یوشیدا نویسندهٔ کهن‌ترین متن ریاضیاتی ژاپنی است. کار او در سال ۱۶۲۷، جینکوکی نام دارد. این کار مربوط به حساب سوروبان و بدست آوردن ریشهٔ دوم و سوم است. کارهای یوشیدا تأثیر مهمی بر نسل بعد ریاضی دانان ژاپنی گذاشت.
سکی کوا بنیانگذار انری 円理 است که یک نظام ریاضیاتی با هدفی مانند حساب دیفرانسیل و انتگرالی است که در آن سوی جهان گسترش یافت.